# Chrysocraspeda erythraria
Chrysocraspeda erythraria is een vlinder uit de familie spanners (Geometridae). De wetenschappelijke naam van deze soort is voor het eerst geldig gepubliceerd in 1893 door Mabille.
De soort komt voor in tropisch Afrika.